# Madeleine des deux Saisons
 'Madeleine des deux Saisons' es un cultivar de higuera Ficus carica bífera de higos de piel color amarillo dorado. Cultivados en Francia en la zona central y más norteña son capaces de ser cultivadas en zonas equivalentes a la USDA Hardiness Zones 5b a más cálida.

## Sinonimia
- „Angélique“,
- „Early lemon“,
- „Madeleine des 4 saisons“,[4]

- „DFIC 300“,[6]
- „Angelica“,
- „Melette“,
- „Petite Figue Grisé“,
- „Coucourelle Blanche“,
- „Madeleine“,
- „Early Lemon“,
- „Fique d'Or“.[7]

## Características
Las higueras 'Madeleine des deux Saisons' tienen hábito de árbol grande y vigoroso con brazos  extendidos.
Esta variedad es bífera; generalmente produce una pequeña cantidad de fruta Breva (0-2 Brevas por brote). Los frutos Breva son grandes (70 cm³) con tallos cortos y gruesos. Las principales frutas de la cosecha son de tamaño medio (40 cm³), de forma oblata (índice (ancho / largo) = 1,42) casi sin cuello.
La higuera 'Madeleine des deux Saisons' produce higos medianos a grandes con piel amarilla dorada y pulpa rosada, jugosa y muy dulce. Los higos se cosechan dos veces al año cuando el tiempo está lo suficientemente cálido; una vez a finales de junio a principios de julio y una segunda vez en septiembre de octubre, con una cosecha abundante.
Los higos 'Madeleine des deux Saisons' son aptos para la siembra en USDA Hardiness Zones 5b a más cálida, producirá mucha fruta durante la temporada de crecimiento, incluso si se congela el suelo en el invierno. El fruto de este cultivar es de tamaño mediano a grande y rico en aromas.
Esta variedad es autofértil y no necesita otras higueras para ser polinizada. La variedad 'Madeleine des deux Saisons' se aclimata bien a los climas más fríos del norte del Loira.

## Cultivo
'Madeleine des deux Saisons' son higueras resistentes al frío en áreas donde las temperaturas mínimas invernales no caen por debajo de 5 grados F. (-15 C.). Hay que tener en cuenta, sin embargo, que el tejido del tallo puede dañarse incluso a mucho más de 5 grados F., especialmente si se trata de un periodo prolongado de frío. Las higueras resistentes al invierno asentadas o maduras de varios años son más propensas a sobrevivir a un periodo frío prolongado. Los árboles jóvenes son más propensos a morir en suelos helados, especialmente si tienen "pies encharcados" o raíces cerca de la superficie.
La higuera crece bien en suelos secos, fértiles y ligeramente calcáreos, en regiones cálidas y soleadas. La higuera no es muy exigente y se adapta a cualquier tipo de suelo, pero su crecimiento es óptimo en suelos livianos, más bien arenosos, profundos y fértiles. Aunque prefiere los suelos  calcáreos, se adapta muy bien en suelos ácidos. Teme el exceso de humedad y la falta de agua. En estos 2 casos, se producirá el amarilleamiento de las hojas.
Las temperaturas de -10 a -20 grados F (-23 a -26 C) definitivamente matarán a la higuera. De todas maneras en estas zonas y como prevención necesitará algún tipo de protección para el invierno con acolchamiento de los suelos con una gruesa capa de restos vegetales. En la primavera aparecerán ramas vigorosas (y fruta) si el pie ha sido protegido contra las fuertes heladas